# Doux Aveux

Doux Aveux (titre original : Sweet Lies and Loving Oaths) est un film québécois réalisé par Fernand Dansereau et sorti en 1982.
C'est un long métrage sur le conflit des générations.

## Fiche technique
- Réalisation : Fernand Dansereau
- Scénario :  Florence Bolté, Bernard Dansereau
- Lieu de tournage : Québec
- Image : Alain Dupras
- Montage : José Heppell
- Durée : 85 minutes
- Date de sortie : 6 septembre 1982

## Distribution
- Marcel Sabourin : Clovis Lavallée
- Hélène Loiselle : Rose-Alma Corriveau
- Geneviève Brassard : Odile, fille de Rose-Alma
- Gilbert Turp : Stéphane, fils de Clovis
- André Mélançon :  Reynald
- Benjamine Roy : Hélène
- Carole Émond : Louise
- Sylvie Heppel : Mme Gamache

## Nominations et récompenses
Le film a été nommé à quatre reprises lors des prix Génie en 1983.